# In nomine patris
In nomine patris je český televizní film z roku 2004. Jeho námětem je historická událost z konce roku 1949 zvaná Číhošťský zázrak a následné represe komunistického režimu vůči zúčastněným osobám. Film podle scénáře Jana Drbohlava režíroval Jaromír Polišenský a účinkovala zde řada známých herců.

## Děj
Děj se odehrává v malé vesničce Číhošť, kde koncem roku 1949 probíhá nedělní kázání, během něhož se pohne na oltáři kříž. Zázrak spatří většina lidí, kromě faráře Toufara.
Začnou se sem sjíždět davy lidí, které přilákal právě onen zázrak, což však neujde pozornosti příslušníků StB. Ti si pro faráře Toufara přijdou na faru, vydávajíce se za dva novináře, kteří chtějí psát o zázraku článek. Zatknou jej a odvezou do Valdic k vyšetřování.
Mezitím je kostel uzavřen a probíhá tu vyšetřování a také natáčení dokumentárního filmu o zinscenování celého „zázraku." Celým dějem prochází fiktivní postava režiséra Neumanna, který má tento snímek natočit a je vystaven rozporům mezi uměleckým záměrem a záměrem propagandy, mezi tušením pravdy a věrností režimní ideologii. Film skutečně vznikl s názvem "Běda tomu, skrze něhož..." a jeho režisérem byl Přemysl Freiman.
Kněz Toufar umírá na následky brutálního mučení užitého na něm během výslechů, jeho jméno je zatajeno už v nemocnici a jeho příbuzným o jeho smrti není podána žádná zpráva. Marie, jeho neteř a hospodyně, se za pomoci místního strážmistra pokouší svého strýce najít, avšak bez úspěchu. Roli faráře Toufara v propagandistickém filmu musí převzít figurant.

## Hrají
| Viktor Preiss           | farář Josef Toufar                |
| Klára Issová            | Marie                             |
| Jiří Langmajer          | režisér Neumann                   |
| Pavel Kříž              | kameraman Robek                   |
| Michal Pavlata          | náměstek z ministerstva dr. Čížek |
| Saša Rašilov mladší     | příslušník VB                     |
| Ladislav Potměšil       | příslušník VB                     |
| Lucie Vondráčková       | Neumannova přítelkyně             |
| Lukáš Hlavica           | vyšetřovatel StB                  |
| Miroslav Táborský       | střihač Marek                     |
| Otakar Brousek mladší   | promítač                          |
| Tomáš Krejčíř           | příslušník StB                    |
| Martin Stránský         | příslušník StB                    |
| Barbora Munzarová       | zdravotní sestra                  |
| Martin Zahálka          |                                   |
| Petr Oliva              |                                   |
| Václav Mareš            | ministr                           |
| Rudolf Hrušínský mladší | udavač                            |
| Oldřich Vlach           | hostinský Ferda                   |

## Ocenění
Těsně před svým uvedením na obrazovku obdržel film na Mezinárodním filmovém a televizním festivalu dětí a mládeže FILMÁK 2004 cenu za nejlepší televizní dramatický pořad pro mládež. Později slavil velký úspěch při udělování výročních cen za televizní tvorbu ELSA (za rok 2005). Získal celkem čtyři ceny. Sošku lvice Elsy získali: režisér Jaromír Polišenský za nejlepší režii, scenárista Jan Drbohlav za nejlepší scénář, herec Viktor Preiss za roli faráře Toufara a samotný film jako nejlepší původní dramatický pořad. 